# Eilzuständigkeit
Eine Eilzuständigkeit (auch Eilkompetenz) ist ein Unterfall der behördlichen oder gerichtlichen Zuständigkeit. Zuständigkeiten regeln, wann ein öffentlicher Entscheidungsträger handeln darf. Es handelt sich also um eine Frage des formellen Rechts. Hiervon zu unterscheiden ist die materiell-rechtliche Frage, unter welchen Bedingungen eine Gefahr im Verzug vorliegt.
Eilzuständigkeiten finden sich dabei sowohl im allgemeinen wie besonderen Verwaltungsrecht (z. B. im Polizeirecht) sowie im Strafverfahrensrecht. Eine Eilzuständigkeit regelt die behördlichen bzw. gerichtlichen Kompetenzen, wenn in einer dringlichen Angelegenheit der (originär) berufene Entscheidungsträger nicht handelt bzw. nicht rechtzeitig erreicht werden kann. Diese Ausnahmekompetenzen finden sich sowohl bei der sachlichen wie auch der örtlichen Zuständigkeit. Es geht hier also um Rechtsfragen aus dem Öffentlichen Recht, nicht um die Rechtsverfolgung Privater.

## Eilzuständigkeit bei der Strafverfolgung
Ein Beispiel im Bereich des Strafverfahrens sind die Regeln bei Gefahr im Verzug. Diese führen dazu, dass beispielsweise statt des originär zuständigen Ermittlungsrichters (Richtervorbehalt) die Staatsanwaltschaft (z. B. § 100e Abs. 1 und 2 Strafprozessordnung (StPO)) – oder umgekehrt der Richter für die zuständige Staatsanwaltschaft handeln kann (z. B. § 165 StPO). Weitere Fälle einer möglichen Eilzuständigkeit sind die körperliche Untersuchung des Beschuldigten gem. § 81a Abs. 2 StPO, die Untersuchung anderer Personen gem. § 81c Abs. 5 StPO und schließlich die Anordnung der Beschlagnahme gem. § 98 Abs. 1 StPO.

### Entscheidung des Bundesverfassungsgerichts vom 16. Juni 2015, 2 BvR 2718/10
Sehr grundsätzliche Vorgaben machte das Bundesverfassungsgericht in seiner Entscheidung vom 16. Juni 2015, 2 BvR 2718/10 zur Eilzuständigkeit der Ermittlungsbehörden bei Durchsuchungen, wenn der Ermittlungsrichter entweder nicht rechtzeitig greifbar oder ein Durchsuchungsbeschluss des Ermittlungsrichters nicht rechtzeitig zu erlangen ist. Diese Rechtsprechung lässt sich in folgenden Leitsätzen zusammenfassen:
1. Aus Art. 13 GG ergibt sich eine Verpflichtung des Staates, eine effektive Durchsetzung des Richtervorbehalts zu gewährleisten.
2. Mit der Befassung des zuständigen Ermittlungsrichters durch die Stellung eines Antrags auf Erlass einer Durchsuchungsanordnung und der dadurch eröffneten Möglichkeit präventiven Grundrechtsschutzes durch den Richter endet die Eilkompetenz der Ermittlungsbehörden.
3. Die Eilkompetenz der Ermittlungsbehörden kann nur dann neu begründet werden, wenn nach der Befassung des Richters tatsächliche Umstände eintreten oder bekannt werden, die sich nicht aus dem Prozess der Prüfung und Entscheidung über diesen  Antrag ergeben und hierdurch die Gefahr eines Beweismittelverlusts in einer Weise begründet wird, die der Möglichkeit einer rechtzeitigen richterlichen Entscheidung entgegensteht.
4. Auf die Ausgestaltung der justizinternen Organisation kann die Eilzuständigkeit der Ermittlungsbehörden nicht gestützt werden.[6]

## Polizeiliche Eilzuständigkeit
Die Polizei hat im Bereich der Gefahrenabwehr ebenfalls Eilzuständigkeiten, die in den jeweiligen Polizeigesetzen der Bundesländer normiert sind. So dürfen Verwaltungs- und Polizeibehörden in dringenden Fällen ihre sachlichen oder örtlichen Zuständigkeitsgrenzen überschreiten, um eine Gefahr abzuwehren. Damit ist es Polizisten, die sich auf Urlaub in einem anderen Bundesland befinden, erlaubt, sich als "eilzuständig" zu erklären und beispielsweise Festnahmen durchzuführen, was sie ansonsten außerhalb ihres Dienstbereiches nicht dürften.
Landespolizeien haben zudem eine zugewiesene Aufgabe und Befugnis zur Verkehrsregelung bei unaufschiebbaren Maßnahmen im Bereich des Straßenverkehrs (§ 44 Abs. 2 StVO).
Eine polizeiliche Eilzuständigkeit der Zollbehörde war bis 2022 bundesweit nicht geregelt. Dies bedeutet, dass Zollbeamte ohne gesetzliche Regelung nur das Jedermannsrecht anwenden konnten, d. h. jemanden, der bei einer Straftat angetroffen wurde, festzuhalten. Weiterführende Maßnahmen, wie z. B. Festnahme, Sicherstellung von Rauschgift und Diebesgut waren dagegen nicht möglich. Entsprechende Regelungen gab es bisher nur in den Polizeigesetzen von Bayern, Baden-Württemberg,  Brandenburg, Niedersachsen (2019), NRW (2018), Hamburg (2019), Hessen, Saarland (2014), Sachsen, Sachsen-Anhalt, Schleswig-Holstein. Mit Mecklenburg-Vorpommern kam im März 2020 das 12. Bundesland hinzu. Als schließlich letztes Bundesland folgte Thüringen im Jahr 2022.
Hierzu folgendes Beispiel eines präventiven Polizeieinsatzes:
Eine akut suizidgefährdete Person wird an einem Sonntagabend von einer Polizeistreife angetroffen. Das zuständige Gesundheitsamt ist nicht erreichbar. Somit wird eine Zwangseinweisung in ein psychiatrisches Krankenhaus durch die Polizei vorgenommen, die zugleich ein Freiheitsentzug ist. Die Einholung einer Entscheidung über die Rechtmäßigkeit und Fortdauer der Freiheitsentziehung durch einen Richter ist nicht möglich, da dieser nicht erreichbar ist (die Behörden werden im Nachgang hiervon in Kenntnis gesetzt).

## Internationale Eilzuständigkeit
Auch international gibt es Regelungen zur Eilzuständigkeit. Hervorzuheben ist das Haager Übereinkommen über den Schutz von Kindern (KSÜ). Dieses sieht in Artikel 11 Absatz 1 für alle Vertragsstaaten insofern eine Eilzuständigkeit vor, dass das Land, in dem sich die Person oder das Vermögen des entführten Kindes befindet, eilzuständig ist.